# Singuläre Homologie
Die Singuläre Homologie ist eine Methode der algebraischen Topologie, die einem beliebigen topologischen Raum eine Folge abelscher Gruppen zuordnet. Anschaulich gesprochen zählt sie die verschieden-dimensionalen Löcher eines Raumes. Gegenüber den ähnlich gearteten Homotopiegruppen hat die singuläre Homologie den Vorteil, dass sie wesentlich einfacher zu berechnen ist und somit für viele Anwendungen die effektivste algebraische Invariante darstellt. Definiert ist sie als die Homologie zum singulären Kettenkomplex.

## Simpliziale Homologie
Die historischen Wurzeln der singulären Homologie liegen in der simplizialen Homologie. Sei hierzu {\displaystyle X} ein simplizialer Komplex, das heißt eine Menge von Simplizes, so dass jede Seitenfläche eines der Simplizes wieder in dieser Menge liegt. Einfache Beispiele sind Polygone und Polyeder. Nach einem Satz der Topologie kann man jede differenzierbare Mannigfaltigkeit triangulieren, also als einen simplizialen Komplex (SK) auffassen.
Das Ziel ist nun, aus diesem simplizialen Komplex einen Kettenkomplex zu machen, von dem man dann die Homologie nimmt. Hierzu sei {\displaystyle C_{n}} die freie abelsche Gruppe über der Menge der {\displaystyle n}-Simplizes des simplizialen Komplexes. Die Randabbildung {\displaystyle d\colon C_{n}\rightarrow C_{n-1}} in SK bildet jeden Simplex auf die alternierende Summe seiner Seitenflächen ab, das heißt
{\displaystyle d([v_{0},\dots ,v_{n}])=+[v_{1},\dots ,v_{n}]-[v_{0},v_{2},\dots ,v_{n}]+\cdots \pm [v_{0},\dots ,v_{n-1}]\,,}
wobei die alternierenden Vorzeichenfaktoren auch als „geometrische Orientierungsgrößen“ interpretiert werden können.
Die Homologie dieses Kettenkomplexes heißt dann die simpliziale Homologie von {\displaystyle X}.

## Geschichtlicher Überblick
Die Definition der simplizialen Homologie hat zwei wesentliche Probleme. Das eine ist, dass nicht jeder topologische Raum eine Darstellung als simplizialer Komplex hat. Das zweite und gewichtigere ist, dass der gleiche Raum zwei verschiedene Darstellungen als simplizialer Komplex haben kann und damit a priori die simpliziale Homologie keine topologische Invariante des Raumes darstellt. Historisch war der erste Lösungsversuch zu diesem Problem die sogenannte Hauptvermutung, die Steinitz und Tietze zu Beginn des 20. Jahrhunderts aufstellten. Diese besagt, dass zwei Triangulierungen eines Raums immer eine gemeinsame Verfeinerung besitzen. Die Hauptvermutung wurde jedoch 1961 von Milnor widerlegt.
Die Lösung des Problems nahm jedoch schon in den Dreißigern und Vierzigern durch die Arbeiten von Lefschetz und Eilenberg Gestalt an. Sie definierten die singuläre Homologie. Diese ist im Grundgedanken ähnlich wie die simpliziale Homologie, nimmt jedoch als ihren Kettenkomplex den sogenannten singulären Kettenkomplex.

## Definition

### Singulärer Kettenkomplex
Sei {\displaystyle X} ein topologischer Raum. Mit {\displaystyle \Delta _{p}} wird der {\displaystyle p}-(euklidische) Simplex
{\displaystyle \Delta ^{p}=\left\{x\in \mathbb {R} ^{p+1}\colon x=\sum _{i=0}^{p}t_{i}v_{i}\ {\text{mit}}\ 0\leq t_{i}\leq 1\ {\text{und}}\ \sum _{i=0}^{p}t_{i}=1\right\}}
bezeichnet ({\displaystyle v_{0},\ldots ,v_{p}} affin unabhängige Punkte des {\displaystyle \mathbb {R} ^{p+1}}).
Ein singulärer {\displaystyle p}-Simplex in {\displaystyle X} ist eine stetige Abbildung {\displaystyle a\colon \Delta _{p}\to X}.
Mit {\displaystyle C_{p}(X)} wird die freie abelsche Gruppe, die durch die Menge aller singulären {\displaystyle p}-Simplizes in {\displaystyle X} erzeugt wird, bezeichnet. Ein Element von {\displaystyle C_{p}(X)} ist also eine formale Linearkombination von singulären Simplizes und wird singuläre {\displaystyle p}-Kette genannt. Die Gruppe {\displaystyle C_{p}(X)} heißt singuläre Kettengruppe der Dimension {\displaystyle p}.
Für ein {\displaystyle \sigma \in C_{p}(X)} wird durch
{\displaystyle \partial _{p}(\sigma )=+\sigma |[v_{1},\dots ,v_{p}]-\sigma |[v_{0},v_{2},\dots ,v_{p}]+\cdots \pm \sigma |[v_{0},\dots ,v_{p-1}]}
ein Homomorphismus {\displaystyle \partial _{p}\colon C_{p}(X)\to C_{p-1}(X)} definiert. Dies ergibt einen Randoperator, das heißt, es gilt {\displaystyle \partial _{p}\partial _{p+1}=0}. Somit ist
{\displaystyle \ldots {\stackrel {\partial _{3}}{\longrightarrow }}C_{2}(X){\stackrel {\partial _{2}}{\longrightarrow }}C_{1}(X){\stackrel {\partial _{1}}{\longrightarrow }}C_{0}(X)}
ein Kettenkomplex, der singulärer Kettenkomplex genannt wird.

### Singuläre Homologie
Die Homologie dieses Kettenkomplexes nennt man singuläre Homologie von {\displaystyle X} oder auch schlicht die Homologie von {\displaystyle X} und man bezeichnet die Homologiegruppen
{\displaystyle H_{p}(X):=\ker(\partial _{p})/\mathop {\rm {im}} (\partial _{p+1})}
auch präzise als die singulären Homologiegruppen. Für jeden simplizialen Komplex ist sie isomorph zur simplizialen Homologie.
Die Elemente von {\displaystyle H_{*}(X)} werden als Homologieklassen bezeichnet.

### Reduzierte Homologie
In vielen Sätzen der Homologietheorie spielt die 0-te Homologe {\displaystyle H_{0}(X)} eine Sonderrolle, weshalb es für eine einheitliche Formulierung von Sätzen und Beweisen oft nützlich ist, die reduzierte Homologie {\displaystyle {\tilde {H}}_{*}(X)} zu betrachten. Diese ist definiert durch
{\displaystyle {\tilde {H}}_{i}(X)=H_{i}(X)} für alle {\displaystyle i\geq 1}
und
{\displaystyle {\tilde {H}}_{0}(X)=\ker(\epsilon )/\mathop {\rm {im}} (\partial _{1})},
wobei {\displaystyle \epsilon :C_{0}(X)\rightarrow \mathbb {Z} } die durch
{\displaystyle \epsilon \left(\sum _{i=1}^{r}n_{i}x_{i}\right)=\sum _{i=1}^{r}n_{i}}
definierte Augmentierung des Kettenkomplexes {\displaystyle (C_{*}(X),\partial _{*})} ist. Es gilt
{\displaystyle H_{0}(X)\simeq {\tilde {H}}_{0}(X)\oplus \mathbb {Z} }.

## Relative Homologie und Abbildungen
Man kann die singuläre Homologie nicht nur von einem Raum {\displaystyle X}, sondern auch von einem Raumpaar {\displaystyle (X,A)}, d. h. von einem Raum {\displaystyle X} und einem in ihm enthaltenen Raum {\displaystyle A\subset X} bilden. Hierzu setzt man den Kettenkomplex {\displaystyle C_{n}(X,A)} gleich der Faktorgruppe {\displaystyle C_{n}(X)/C_{n}(A)}, die Definition der Randabbildung {\displaystyle d} bleibt. Die Homologie dieses Kettenkomplexes bezeichnet man als die relative Homologiegruppe {\displaystyle H_{n}(X,A)}. Anschaulich gesprochen will man das Innere von {\displaystyle A} ignorieren, wie es im nächsten Abschnitt noch in der Ausschneidungseigenschaft präzisiert wird. Es gilt {\displaystyle H_{n}(X,\varnothing )=H_{n}(X)}.
Jede Abbildung zwischen zwei Raumpaaren induziert auch einen Gruppenhomomorphismus der entsprechenden Homologiegruppen. Sei dazu {\displaystyle f\colon (X,A)\rightarrow (Y,B)} eine stetige Abbildung zwischen zwei Raumpaaren, d. h. eine stetige Abbildung von {\displaystyle X} nach {\displaystyle Y}, so dass {\displaystyle f(A)\subset B}. Diese Abbildung {\displaystyle f} definiert eine Kettenabbildung von {\displaystyle C_{n}(X,A)} nach {\displaystyle C_{n}(Y,B)}, indem sie jedem singulären Simplex {\displaystyle \sigma :\Delta ^{n}\rightarrow X} den singulären Simplex {\displaystyle f\circ \sigma } zuordnet. Dadurch bekommt man eine Abbildung {\displaystyle f_{*}\colon H_{n}(X,A)\rightarrow H_{n}(Y,B)}.
So erhält man, dass jedes {\displaystyle H_{n}} ein kovarianter Funktor von der Kategorie der Raumpaare in die Kategorie der abelschen Gruppen ist.

## Eigenschaften
Mit Mitteln der homologischen Algebra kann man zeigen, dass stets eine lange exakte Sequenz von Homologiegruppen existiert:
{\displaystyle \cdots \rightarrow H_{n}(A)\rightarrow H_{n}(X)\rightarrow H_{n}(X,A)\rightarrow H_{n-1}(A)\rightarrow H_{n-1}(X)\rightarrow H_{n-1}(X,A)\cdots \,}
Die Abbildungen {\displaystyle H_{n}(A)\rightarrow H_{n}(X)} und {\displaystyle H_{n}(X)\rightarrow H_{n}(X,A)} sind dabei von der Inklusion bzw. der Projektion induziert. Die Abbildung {\displaystyle H_{n}(X,A)\rightarrow H_{n-1}(A)} ist ein über das Schlangenlemma definierter Randoperator {\displaystyle \partial _{n}}.
Eine weitere wichtige Eigenschaft von {\displaystyle H_{n}} ist seine Homotopieinvarianz. Seien dazu {\displaystyle f,g\colon (X,A)\rightarrow (Y,B)} zwei stetige Abbildungen, die homotop sind.
Dann besagt der sogenannte Homotopiesatz: Die induzierten Gruppenhomomorphismen {\displaystyle f_{*},g_{*}\colon H_{n}(X,A)\rightarrow H_{n}(Y,B)} sind identisch. So sind insbesondere die Homologiegruppen von zwei homotopieäquivalenten Räumen isomorph.
Für relative Homologiegruppen gilt die Ausschneidungseigenschaft. Sei hierzu {\displaystyle (X,A)} ein Raumpaar und {\displaystyle B\subset A}, so dass der Abschluss von {\displaystyle B} im Inneren von {\displaystyle A} enthalten ist. Dann ist die von der Inklusion induzierte Abbildung {\displaystyle H_{n}(X-B,A-B)\rightarrow H_{n}(X,A)} ein Isomorphismus.
Damit sind die sogenannten Eilenberg-Steenrod-Axiome erfüllt und es ist gezeigt, dass die singuläre Homologie eine Homologietheorie ist. Damit gelten für die singuläre Homologie auch alle Eigenschaften, die ganz allgemein für alle Homologietheorien gelten. Das sind insbesondere die Mayer-Vietoris-Sequenz und der Einhängungsisomorphismus, der besagt, dass {\displaystyle H_{n+1}(\Sigma X,pt)\cong H_{n}(X,pt)}. Hierbei bezeichnet {\displaystyle \Sigma X} die Einhängung von {\displaystyle X}.
Für eine n-dimensionale Mannigfaltigkeit {\displaystyle M} gilt, dass {\displaystyle H_{m}(M)=0} für {\displaystyle m>n}. Allgemeiner gilt dies auch für einen CW-Komplex, der keine Zellen der Dimension größer als {\displaystyle n} hat.

## Beispiele und Berechnung
Das einfachste Beispiel ist die Homologie eines Punktes. Es gibt für jeden Simplex {\displaystyle \Delta ^{n}} nur eine Abbildung in den Raum, womit der Kettenkomplex die folgende Gestalt annimmt:
{\displaystyle \cdots \rightarrow \mathbb {Z} \rightarrow \mathbb {Z} \rightarrow \mathbb {Z} \rightarrow 0.}
Hierbei sind die Randabbildung immer abwechselnd die 0 und die Identität, so dass der vorletzte Pfeil die Nullabbildung ist. Es gilt somit {\displaystyle H_{n}(pt)=0} für jedes n > 0 und {\displaystyle H_{0}(pt)=\mathbb {Z} }. Wegen der Homotopieinvarianz gilt selbiges für jeden zusammenziehbaren Raum.
Im Allgemeinen nützt eine direkte Betrachtung des singulären Kettenkomplexes allerdings wenig, da dieser im Normalfall in jeder positiven Dimension unendlich-dimensional ist. Eine Methode der Berechnung beruht auf den oben erwähnten Eigenschaften der singulären Homologie. So kann man beispielsweise mit Hilfe des Einhängungsisomorphismus und der langen exakten Sequenz des Raumpaares {\displaystyle (S^{n},pt)} berechnen, dass für {\displaystyle n\neq 0} {\displaystyle H_{m}(S^{n})=\mathbb {Z} } für {\displaystyle m=0} oder {\displaystyle m=n}, {\displaystyle H_{m}(S^{0})=\mathbb {Z} ^{2}} für {\displaystyle m=0} und {\displaystyle H_{m}(S^{n})=0} sonst.
Ein weiteres Beispiel, das man mit Methoden der zellulären Homologie berechnen kann, ist die Homologie des reell projektiven Raums. Für {\displaystyle n} gerade:
{\displaystyle H_{m}(\mathbb {RP} ^{n})={\begin{cases}\mathbb {Z} &m=0\\\mathbb {Z} /2\mathbb {Z} &m\equiv 1{\text{ (mod 2) }}{\text{ und }}n>m>0\\0&m\equiv 0{\text{ (mod 2) }}{\text{ und }}n\geq m>0{\text{ oder }}m>n\end{cases}}}
Und für {\displaystyle n} ungerade:
{\displaystyle H_{m}(\mathbb {RP} ^{n})={\begin{cases}\mathbb {Z} &m=0{\text{ oder }}n\\\mathbb {Z} /2\mathbb {Z} &m\equiv 1{\text{ (mod 2) }}{\text{ und }}n>m>0\\0&m\equiv 0{\text{ (mod 2) }}{\text{ und }}n>m>0{\text{ oder }}m>n\end{cases}}}

## Anwendungen
Eine klassische Anwendung ist der Brouwersche Fixpunktsatz. Dieser besagt, dass jede stetige Abbildung der n-dimensionalen Kugel Dn in sich selbst einen Fixpunkt besitzt. Der Beweis läuft per Widerspruch.

Illustration von F in D^{2}

Angenommen, es existierte eine Abbildung {\displaystyle f\colon D^{n}\rightarrow D^{n}}, die keinen Fixpunkt hat. Dann kann man für jeden Punkt {\displaystyle x\in D^{n}} den Strahl von {\displaystyle f(x)} nach {\displaystyle x} zeichnen, der den Rand der Kugel in dem Punkt {\displaystyle F(x)} trifft (wie im Bild angedeutet). Die Funktion {\displaystyle F\colon D^{n}\rightarrow S^{n-1}} ist stetig und hat die Eigenschaft, dass jeder Punkt auf dem Rand auf sich selbst abgebildet wird.
Damit ist
{\displaystyle F\circ \iota \colon S^{n-1}\rightarrow D^{n}\rightarrow S^{n-1}}
gleich der Identität, wobei {\displaystyle \iota } die Inklusion des Randes in die Vollkugel ist. Damit ist auch die induzierte Abbildung
{\displaystyle (F\circ \iota )_{*}\colon H_{n-1}(S^{n-1})\rightarrow H_{n-1}(D^{n})\rightarrow H_{n-1}(S^{n-1})}
gleich der Identität. Nun ist aber laut des vorherigen Abschnittes {\displaystyle H_{n-1}(S^{n-1})\cong \mathbb {Z} }, allerdings {\displaystyle H_{n-1}(D^{n})\cong 0}. Damit haben wir den Widerspruch.
Weitere Anwendungen sind der Satz von Borsuk-Ulam und der Jordan-Brouwer-Zerlegungssatz, eine Verallgemeinerung des Jordanschen Kurvensatzes.

## Koeffizienten und Bettizahlen
Bei der Konstruktion des singulären Kettenkomplexes wurde die freie abelsche Gruppe, also der freie {\displaystyle \mathbb {Z} }-Modul, über alle singulären Simplizes gebildet. Die daraus entstehende Homologie bezeichnet man auch als Homologie mit Koeffizienten in {\displaystyle \mathbb {Z} }. Es ist allerdings auch möglich, eine beliebige andere abelsche Koeffizientengruppe {\displaystyle G} zu wählen. Dies erreicht man, indem man den Kettenkomplex {\displaystyle C(X,A)} mit {\displaystyle G} tensoriert. Die daraus entstehende Homologie {\displaystyle H(X,A;G)} bezeichnet man als die Homologie des Raumpaares {\displaystyle (X,A)} mit Koeffizienten in {\displaystyle G}.
Die Umrechnung von Homologie mit verschiedenen Koeffizientengruppen ineinander erfolgt üblicherweise mittels universellen Koeffiziententheoremen.
Eine besondere Rolle spielen Körper als Koeffizienten. Hier ist der Kettenkomplex in jeder Dimension ein Vektorraum und somit auch die entstehende Homologie. Auf diese Weise kann man auch die sogenannten Bettizahlen definieren:
{\displaystyle b_{i}(X)=\dim _{\mathbb {Q} }H_{i}(X;\mathbb {Q} )}